# Banque centrale de Chypre
La Banque centrale de Chypre (grec moderne : Kεντρική Τράπεζα της Κύπρου turc : Kıbrıs Merkez Bankası), est la banque centrale de la république de Chypre, située à Nicosie. Elle a été créée en 1963. Son gouverneur actuel est Constantinos Herodotou. La banque a émis des billets et des pièces en livres chypriotes avant 2008, lorsque Chypre a adopté l'euro.

## Histoire

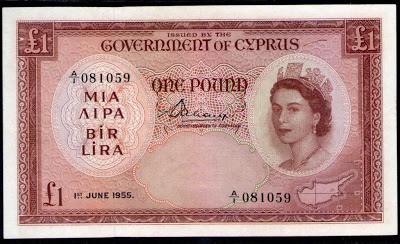
Un billet d'une livre chypriote de 1955.

La Banque centrale de Chypre trouve son origine dans le gouvernement colonial britannique de Chypre, qui a créé un Conseil de la monnaie chypriote en 1927. Cela faisait suite à l'annexion unilatérale de Chypre par l'Empire britannique en 1914, au Traité de Lausanne, établissant la légalité en droit international de cette prise de contrôle britannique, en 1923, et à l'établissement complet d'un système de gouvernement colonial à Chypre, avec la création d'un Conseil législatif, en 1926.
Le rôle de président du Conseil de la monnaie était tenu par le comptable général, également connu sous le nom d'auditeur général, du gouvernement de Chypre. Le Conseil pouvait émettre des billets et des pièces, initialement libellés en livres chypriotes, shillings et piastres, et plus tard, après décimalisation, en livres et mils chypriotes. Toutefois, la monnaie locale était fixée à une livre chypriote pour une livre sterling, ce qui signifie que le contrôle fiscal final relevait toujours de la Banque d'Angleterre à Londres et du gouvernement du Royaume-Uni. Ce lien était maintenu par l'exigence que pour chaque livre chypriote émise par le Currency Board à Chypre, une livre sterling émise par la Banque d'Angleterre devait être déposée par le gouvernement de Chypre auprès des agents de la Couronne à Londres.
Avec l'indépendance en 1960, l'article 118 de la Constitution de la république de Chypre, qui est entrée en vigueur sur l'île le 1er avril 1960, a donné au président et au vice-président de Chypre le droit de créer une nouvelle banque centrale, appelée dans la Constitution « banque émettrice », et de nommer son gouverneur. L'article 119 définit les responsabilités du gouverneur et de la banque d'émission, l'article 120 stipule que le gouverneur de la banque d'émission doit se conformer aux futures lois pertinentes promulguées par la république de Chypre, et l'article 121 donne au gouvernement de la république de Chypre le droit de convertir la banque d'émission en une banque centrale s'il le souhaite. En effet, la Banque d'émission était une continuation de l'ancien Office des changes colonial dans le cadre de la Constitution de la nouvelle république, mais la Constitution donne le droit à la République de la convertir en une Banque centrale si elle le souhaite. La décision de le faire a été prise en 1963, et la Banque d'émission a été remplacée cette année-là par la Banque centrale de Chypre.
À la suite de l'adhésion de la république de Chypre à l'Union européenne en 2004, la Banque centrale de Chypre est devenue membre du groupe des banques centrales de la zone euro en 2008, lorsque l'île est passée de l'utilisation de la livre chypriote à la monnaie euro,.

## Rôle du gouverneur
Le gouverneur de la Banque centrale de Chypre est le plus haut fonctionnaire et est nommé par le président de la République. Le poste a été créé en 1963 lors de la création de la banque. La convention prévoit un mandat de cinq ans pour le gouverneur, mais celui-ci est renouvelable,.
Le gouverneur a la responsabilité de présider les réunions du Conseil des gouverneurs et du Conseil d'administration de la Banque centrale. Il ou elle avait la responsabilité de définir la politique de la Banque centrale en ce qui concerne l'économie chypriote, mais cette responsabilité est passée au président de la Banque centrale européenne le 1er janvier 2008, date à laquelle Chypre est passée de la livre chypriote à l'euro. Le gouverneur est membre du conseil des gouverneurs de la Banque centrale européenne.

## Liste des gouverneurs
Constantinos Herodotou est gouverneur de la banque de puis 2019. Il est le huitième depuis la création de la banque en 1963.
| Rang | Nom                         | Mandat                        |
| ---- | --------------------------- | ----------------------------- |
| 1er  | Charis Gavrielides          | (juillet 1963 - octobre 1965) |
| 2e   | Christakis Stephani         | (octobre 1965 - avril 1982)   |
| 3e   | Afxentis Afxentiou          | (mai 1982 - avril 2002)       |
| 4e   | Christodoulos Christodoulou | (mai 2002 - mai 2007)         |
| 5e   | Athanasios Orphanides       | (mai 2007 - mai 2012)         |
| 6e   | Panicos O. Demetriades      | (mai 2012 - avril 2014)       |
| 7e   | Chrystalla Georghadji       | (avril 2014 - 2019)           |
| 8e   | Constantinos Herodotou      | (Depuis avril 2019)           |

### Référénces
1. ↑  (en-GB) « Euro is back on the scene for global central banks |  Cyprus Mail », Cyprus Mail,‎ 17 mars 2024 (lire en ligne [archive du 27 mars 2024], consulté le 14 juin 2025)
2. ↑  (en) Narsey, Wadan,, British imperialism and the making of colonial currency systems, 2016, 356 p. (ISBN 978-1-137-55318-8, 1-137-55318-9 et 978-1-349-71631-9, OCLC 956758278, lire en ligne), p. 159
3. ↑  (en) Phylaktis, Kate., The banking system of Cyprus : past, present and future, Houndmills/London, Macmillan, 1995, 165 p. (ISBN 0-333-57261-0 et 978-0-333-57261-0, OCLC 32126942, lire en ligne), p. 42
4. ↑  (en) « Currency - Chapter 197 of the laws » [PDF], 1959 (consulté le 14 juillet 2020), p. 8
5. 1 2 3  (en) DW Dynamic Works Ltd, « Central Bank of Cyprus - Previous Governors », sur www.centralbank.cy (consulté le 14 juillet 2020)
6. ↑  (en) « Cyprus and Malta: welcome to the euro area! - European Commission », sur ec.europa.eu (consulté le 14 juillet 2020)
7. ↑  (en) Polly Lyssiotis et Vasiliki Kotoki, About Cyprus, Press and Information Office, Republic of Cyprus, 2007 (lire en ligne)
8. ↑  (en) DW Dynamic Works Ltd, « Central Bank of Cyprus - Constantinos Herodotou », sur www.centralbank.cy (consulté le 14 juillet 2020)
9. ↑  (en) « Central Bank of Cyprus », sur www.hellenicaworld.com (consulté le 14 juillet 2020)
10. ↑  (en) Alexander Michaelides, Cyprus : From Boom to Bail-In : Policy Lessons from the Cyprus Economic Crisis, 1er avril 2016, 350 p. (ISBN 978-1-78326-875-7, lire en ligne), p. 103–162
11. ↑  (en) « Cyprus appoints Constantinos Herodotou as Central Bank head, ECB rep », Reuters,‎ 28 mars 2019 (lire en ligne, consulté le 14 juillet 2020)